# Zyrcosoides
Zyrcosoides är ett släkte av skalbaggar. Zyrcosoides ingår i familjen vivlar.
Kladogram enligt Catalogue of Life:
| Zyrcosoides | \| \| Zyrcosoides spinicollis \| \| \| \| |
|             | \| \| Zyrcosoides spinicollis \| \| \| \| |
|             | Zyrcosoides spinicollis                   |
|             |                                           |